# Undina (Tchaikovski)
Undina (também chamada Undine ou Ondine) (em russo:  Ундина) é uma ópera em três atos de Piotr Tchaikovski, composta em 1869. Seu libreto foi escrito por Vladimir Sollogub, e é baseado na tradução de Vasili Jukovski da obra Ondine de Friedrich de la Motte Fouqué. 

## História
A ópera foi composta durante os meses de janeiro a julho de 1869, mas Tchaikovski destruiu a partitura em 1873, preservando apenas alguns trechos seus. A ópera nunca foi executada em sua totalidade. 
Os únicos extratos que sobrevivem são: 
1. Introdução
2. Aria: "Cachoeira, meu tio, ribeirão, meu irmão" (Undina)
3. Refrão: "Ajuda, ajuda! Nosso rio está furioso"
4. Duet: "Ó felicidade, ó momento abençoado" (Undina, Huldbrand)
5. Refrão: "É horas da morte" (solistas, refrão)

Pelo menos três dessas peças - a ária, o dueto e o refrão final - foram apresentadas na estréia de Moscou no Teatro Bolshoi, em Moscou, em 28 de março de 1870. Algumas músicas da ópera foram reutilizadas em outras obras de Tchaikovski: 
- A procissão nupcial do Ato 3 foi adaptada para o Andantino marziale de sua Sinfonia n.º 2 Pequena Russa (1872).
- A introdução foi usada como a introdução de sua música incidental para A Donzela da Neve (1873), de Ostrovski.
- A ária de Undina foi um pouco alterada e colocada em uso em A Donzela da Neve.
- O dueto foi reciclado como o dueto (n.º 13-V) de Siegfried e Odette no Ato 2 do Lago dos Cisnes (1875-1876). As partes vocais foram substituídas por violoncelo e violino solo.

## Papéis
| Papel                               | Tipo de voz  | Elenco na estréia - 28 de março [antigo 16 de março] de 1870 (Maestro: Eduard Merten) |
| ----------------------------------- | ------------ | ------------------------------------------------------------------------------------- |
| Goldmann, um velho pescador         | baixo        |                                                                                       |
| Bertha, sua esposa                  | meio-soprano |                                                                                       |
| Undina, sua filha adotiva           | soprano      | A. Alexandrova-Kochetova                                                              |
| Huldbrand, um cavaleiro             | tenor        | Aleksandr Dodonov                                                                     |
| O duque                             | baixo        |                                                                                       |
| Berthalda, a filha do duque         | meio-soprano |                                                                                       |
| Chorus, papéis silenciosos: Pessoas |              |                                                                                       |

## Instrumentação
- Cordas: violinos, violas, violoncelos e contrabaixos
- Instrumentos de sopro: flautim, 2 flautas, 2 oboés, 2 clarinetes (b-flat), 2 fagotes
- Metais: 4 trompas (todas F), 2 trompetes (b-flat), 2 trombones, tuba
- Percussão: Timbales, Triângulo, Címbalos, Bumbo
- Outros: Harpa, Piano

## Cenário
- Tempo: o século XV
- Local: Alemanha, perto do Danúbio; Castelo Ringstetten (Burg Ringstetten)

## Gravações notáveis
- "Trechos da Ópera Undina" Tamara Milashkina (Undine), Ievgeni Raikov (Gulbrand), Coro da Rádio de Moscou (Konstantin Lebedev, diretor), Orquestra Sinfônica da Rádio de Moscou, Ievgeni Akulov, maestro. Melodiia / ABC Westminster Gold WGS 8300, 1975. LP.

- "Undina: fragmentos da ópera inacabada" Tamara Milashkina (Undine), Ievgeni Raikov (Gulbrand), Coro da Rádio de Moscou, Orquestra Sinfônica da Rádio de Moscou, Ievgeni Akulov. Melodiia, 1988. CD.

- "Vodopad moi diadia" de Undina, em Guilty Pleasures. Renée Fleming, soprano, Orquestra Filarmônica, Sebastian Lang-Lessing, maestro. Londres / Decca B0019033-02, 2013. CD.

- Undina: fragmentos sobreviventes. Anna Aglatova (Undina), Aleksei Tataritsev (Gulbrand), Orquestra Sinfônica Tchaikovski e Coro da Academia Popov de Artes Corais, Vladimir Fedoseiev, maestro. Publicado no YouTube em 23 de novembro de 2015.